# Svanholm Cricketklub
Svanholm Cricketklub er en dansk cricketklub, som blev grundlagt d. 4. oktober 1956. 
Klubben fik sit navn efter Svanholm Gymnasium, der var Statsgymnasiet Schneekloths navn i årene 1919-30.

## Historie
Svanholms spillere dyrkede fra 1947 spillet i Håndboldklubben Schneeklothianerne, men som en lukket klub kun med mulighed for at rekruttere spillere fra gymnasiet, brød cricketspillerne båndene til håndbolden i 1956, men bevarede altså gymnasiets tidligere navn som en tribut til deres oprindelse. 
Klubben havde oprindelig bane på Baunehøjbanerne, men da der i 1960'erne skulle etableres udendørsbad, fandt klubben en lille bane ved Brøndbyøster Skole, netop forladt af daværende fodboldspillere i Brøndbyøster, der havde slået sig sammen med fodboldspillerne i  Brøndbyvester og dannet Brøndby IF, der jo senere blev en magtfaktor i dansk fodbold.
I 1969 flyttede Schneekloths Gymnasium til Brøndby Møllevej og der blev bygget en hal Schneekloth-hallen, som siden blev Team Danmark-cricketcenter og fortsat er et af indendørsscentrene for dansk cricket.
Senere flyttede Svanholm Cricketklub helt til Brøndby Stadion, da der blev etableret politiskole på den daværende Brøndbyøster Skole. I en række år havde klubben træning i Brøndbyøster og kampe på stadion.
I 2001 blev Brøndby Stadion udvidet til sin nuværende form, og der var ikke plads længere til cricketspillerne, der igen måtte flytte, denne gang til Svanholm Park ved Brøndby Strand, hvor klubben fik klubhus, indendørs kastehal og baner med to kunstgræspitche og en græspitch. Det er faciliteter, der næppe finder deres lige andre steder i Europa udenfor Storbritannien.
Klubben har til dato vundet 26 danske seniormesterskaber for herrer og et enkelt for damer og langt det fleste antal ungdomsmesterskaber i dansk cricket og mere end dobbelt så mange indendørsmesterskaber som nogen anden klub.
Som eneste klub i Danmark har Svanholm også salg af cricketudstyr.
Ved flytningen til Brøndby Strand til et areal, der overgik fra landbrugsjord til villagrunde, blev vejen, der førte til cricketklubben omdøbt efter klubbens navn, så adressen i dag er Svanholm Alle 2, 2660, Brøndby Strand.

## Kendte spillere
Blandt klubbens spillere er erhvervsmanden Tahir Siddique, der startede i klubben som lilleput, spillede på førsteholdet i en årrække fra 1989 og senere spillede som oldboy og optrådte som sponsor for klubben. Som dreng var klubben hans vigtigste netværk udenfor skolen.